# Memoriał Zbigniewa Raniszewskiego
 Memoriał Zbigniewa Raniszewskiego – turniej żużlowy poświęcony pamięci tragicznie zmarłego żużlowca Zbigniewa Raniszewskiego. Początkowo zwycięzcą memoriału był zawodnik, który uzyskał najlepszy czas podczas Criterium Asów, a od 1960 zwycięzca turnieju żużlowego. 

## Wyniki
| Edycja       | Data                 | 1 miejsce                             | 2 miejsce                              | 3 miejsce                                  |
| ------------ | -------------------- | ------------------------------------- | -------------------------------------- | ------------------------------------------ |
| I            | 8 września 1957      | Norbert Świtała Polonia Bydgoszcz     |                                        |                                            |
| II           | 12 października 1958 | Mieczysław Połukard Polonia Bydgoszcz |                                        |                                            |
| III          | 9 sierpnia 1959      | Mieczysław Połukard Polonia Bydgoszcz |                                        |                                            |
| IV wyniki    | 3 lipca 1960         | Edward Kupczyński Polonia Bydgoszcz   | Konstanty Pociejkowicz Sparta Wrocław  | Bronisław Idzikowski Włókniarz Częstochowa |
| V wyniki     | 1 października 1961  | Joachim Maj Górnik Rybnik             | Henryk Żyto Unia Leszno                | Janusz Suchecki Polonia Bydgoszcz          |
| VI wyniki    | 14 października 1962 | Mieczysław Połukard Polonia Bydgoszcz | Marian Kaiser Legia Gdańsk             | Edward Kupczyński Polonia Bydgoszcz        |
| VII wyniki   | 15 września 1963     | Andrzej Pogorzelski Stal Gorzów       | Edward Kupczyński Polonia Bydgoszcz    | Stanisław Tkocz Górnik Rybnik              |
| VIII wyniki  | 21 września 1965     | Bengt Jansson Szwecja                 | Andrzej Wyglenda ROW Rybnik            | Andrzej Pogorzelski Stal Gorzów            |
| IX wyniki    | 25 września 1966     | Marian Rose Stal Toruń                | Henryk Glücklich Polonia Bydgoszcz     | Jan Tkocz Wybrzeże Gdańsk                  |
| X wyniki     | 2 października 1967  | Henryk Glücklich Polonia Bydgoszcz    | Marian Rose Stal Toruń                 | Bernt Persson Szwecja                      |
| XI wyniki    | 8 października 1968  | Henryk Glücklich Polonia Bydgoszcz    | Igor Plechanow ZSRR                    | Jerzy Kowalski Unia Leszno                 |
| XII wyniki   | 28 października 1969 | Władimir Gordiejew ZSRR               | Henryk Glücklich Polonia Bydgoszcz     | Wiktor Kałmykow ZSRR                       |
| XIII wyniki  | 20 października 1970 | Walerij Gordiejew ZSRR                | Henryk Glücklich Polonia Bydgoszcz     | Stanisław Kasa Polonia Bydgoszcz           |
| XIV wyniki   | 18 października 1971 | Henryk Glücklich Polonia Bydgoszcz    | Hans-Jürgen Fritz NRD                  | Benedykt Kosek Polonia Bydgoszcz           |
| XV wyniki    | 31 października 1972 | Henryk Glücklich Polonia Bydgoszcz    | Benedykt Kosek Polonia Bydgoszcz       | Stanisław Kasa Polonia Bydgoszcz           |
| XVI wyniki   | 23 października 1973 | Henryk Glücklich Polonia Bydgoszcz    | Leszek Marsz Wybrzeże Gdańsk           | Andrzej Koselski Polonia Bydgoszcz         |
| XVII wyniki  | 3 września 1974      | Henryk Glücklich Polonia Bydgoszcz    | Andrzej Koselski Polonia Bydgoszcz     | Stanisław Kasa Polonia Bydgoszcz           |
| XVIII wyniki | 3 września 1975      | Jiří Štancl CSRS                      | Henryk Glücklich Polonia Bydgoszcz     | Petr Ondrašík CSRS                         |
| XIX wyniki   | 11 maja 1984         | Roman Jankowski Unia Leszno           | Wojciech Żabiałowicz Stal-Apator Toruń | Andrzej Huszcza Falubaz Zielona Góra       |